# 게르하르트 슈트라크
게르하르트 슈트라크(독일어: Gerhard Strack; 1955년 9월 1일, 노르트라인-베스트팔렌 주 케르펜 ~ 2020년 5월 21일, 독일 사망지 불명)는 독일의 축구 선수로, 1970년대와 1980년대에 수비수로 활약했다.

## 클럽 경력
슈트라크는 지역 구단 글뤼카우프 하벨라트-그레프라트에서 축구를 시작했고, 1966년에 프레헨 20으로 이적해 1973년까지 활약했다. 그는 쾰른 유소년부에서 1년을 보내고 1군으로 승격했다. 슈트라크는 수비수로 활약했다. 슈트라크는 쾰른 선수로 11년을 활약했다. 그는 339번의 쾰른 경기에 출전했는데, 이 중 261번의 경기는 분데스리가 경기였다. 그는 46골도 기록했는데, 31골은 분데스리가에서 기록했다. 슈트라크는 쾰른 소속으로 3번의 DFB-포칼을 우승했고, 분데스리가도 1번 우승했다.
슈트라크는 1985-86 시즌에 헬무트 벤타우스 감독이 지도하는 바젤로 이적했다. 슈트라크는 1975년 8월 7일에 장크트 야코프-파르크의 이적한 구단의 안방 경기에서 첫 경기를 치렀는데, 바젤은 루체른에 0-1로 패했다. 그는 몇 주 후인 9월 4일에 첫 골도 기록했는데, 장크트 갈렌과 치른 이 원정 경기는 1-1로 비겼다.
슈트라크는 바젤에서 2년을 보내며 71번의 경기에 출전해 17골을 기록했다. 이 중 48경기는 나치오날리가 A 경기였고, 6번은 스위스컵 경기였고, 17번은 친선경기였다. 그는 국내 리그에서 9골, 컵대회에서 3골, 그리고 나머지 5골은 친선전에서 올렸다.
바젤을 거친 슈트라크는 독일 무대로 복귀해 2. 분데스리가의 뒤셀도르프에서 1987-88 시즌에 활약했다.

## 국가대표팀 경력
그는 1982년부터 1983년에 서독 국가대표팀 경기에 10번 출전해 1골을 기록했고, 유로 1984에서도 서독 선수 명단에 이름을 올렸지만, 출전하지는 못했다.
그는 알바니아를 상대로 자르브뤼켄에서 1983년 11월 20일에 열린 유로 예선전에서 결정적인 득점을 올렸다. 서독은 이 경기에서 2-1로 이기며 북아일랜드를 제치고 유로 1984 본선에 진출했다.

## 참고 문헌
- Die ersten 125 Jahre. Publisher: Josef Zindel im Friedrich Reinhardt Verlag, Basel. ISBN 978-3-7245-2305-5
- FCB 홈페이지: Gerd Strack mit nur 64 Jahren gestorben[깨진 링크(과거 내용 찾기)]